# Thomas Drechsel

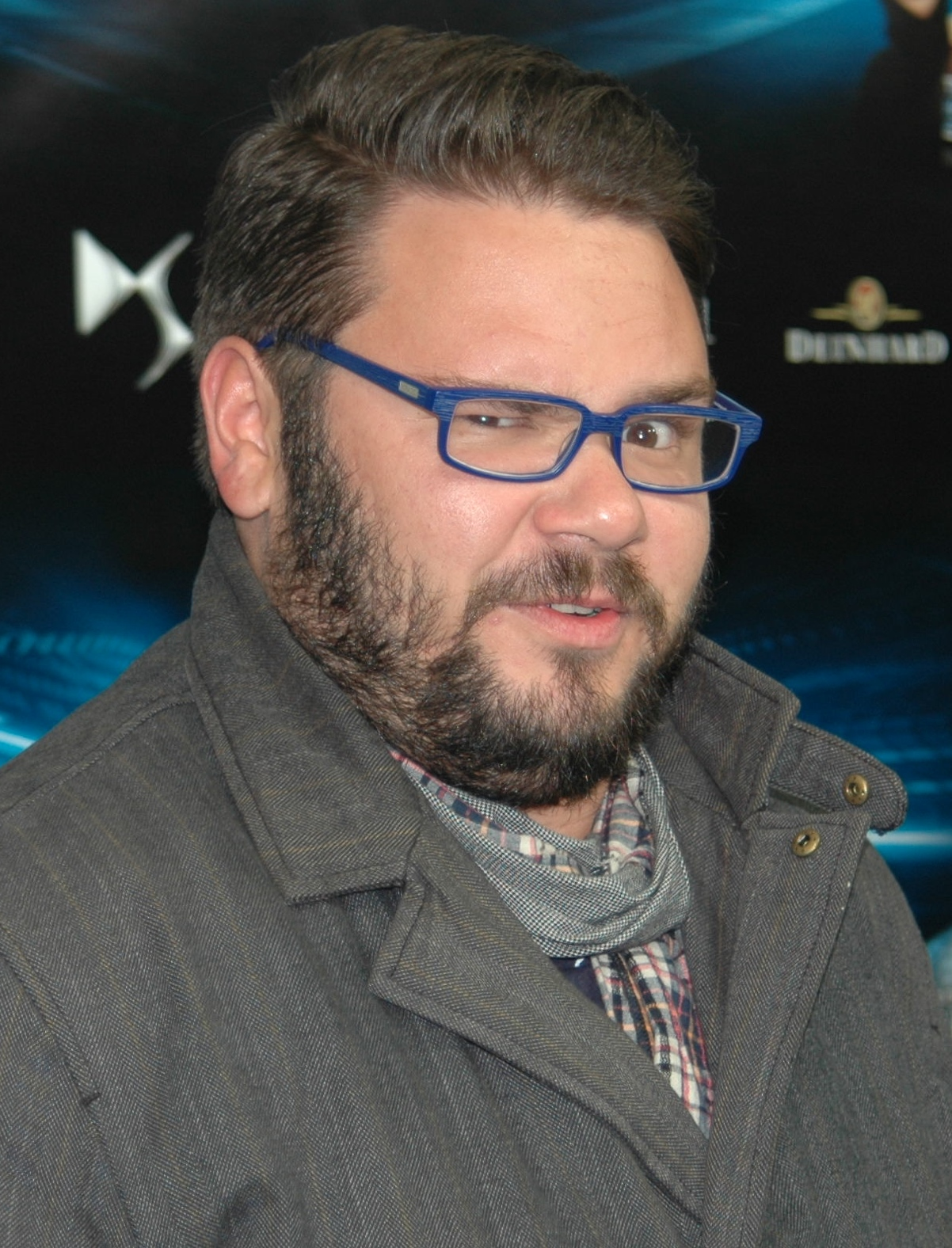
Thomas Drechsel (2014)

Thomas Drechsel (* 15. Januar 1987 in Potsdam) ist ein deutscher Schauspieler.

## Leben
Thomas Drechsel wurde als Jugendlicher in der Schule entdeckt und gab sein Debüt als Schauspieler mit 12 Jahren in dem Kinofilm Sumo Bruno. 2004 spielte er an der Seite von Marie-Luisa Kunst in der Serie Sabine!. Seine erste größere Rolle erhielt er in dem Spielfilm Elementarteilchen (2006). Dort spielte er den jungen Bruno, welcher im Erwachsenenalter von Moritz Bleibtreu dargestellt wurde.
Größere Bekanntheit verschaffte sich Drechsel in der deutschen Soap Gute Zeiten, schlechte Zeiten durch seine Rolle des Max ‚Tuner‘ Krüger, den er seit April 2009 verkörpert. Anfangs war seine Rolle nur als Nebenrolle angelegt. Ein Jahr später, im Mai 2010, wechselte er schließlich zum Hauptcast. 2024 verlässt er die Serie nach 15 Jahren.
Außerdem wirkt er regelmäßig im Theaterstück Pension Schöller an der Kleinen Bühne im Volkshaus Michendorf mit.
Im Frühjahr 2015 tanzte er mit Regina Murtasina in der achten Staffel der RTL-Show Let’s Dance. Das Paar belegte den fünften Platz.
Thomas Drechsel lebt aktuell in Potsdam.

## Filmografie

### Kino
- 2000: Sumo Bruno (Regie: Lenard Fritz Krawinkel; Rolle: Timo)
- 2001: Das Jahr der ersten Küsse (Regie: Kai Wessel; Rolle: Specki)
- 2004: Napola – Elite für den Führer (Regie: Dennis Gansel; Rolle: Hefe)
- 2006: Elementarteilchen (Regie: Oskar Roehler; Rolle: Bruno (als Junge))

### Fernsehen
- 2000: Herzschlag – Ein mutiger Sohn (Drama-Serie, ZDF; Regie: Sebastian Monk; Rolle: Daniel Jensen)
- 2002: Ein Kind kommt selten allein (Film, MDR; Regie: Gabi Kubach; Rolle: Kevin)
- 2004: Stefanie – Ein überraschendes Geständnis (Film, Sat.1; Regie: Matthias Kopp; Rolle: Bruno)
- 2004: Sabine! (Serie, ZDF; Regie: Marcus Ulbricht; Rolle: Ricky)
- 2004: Die Kinder meiner Braut (Film ARD; Regie: Gaby Kubach)
- 2006: Die Liebe kommt selten allein (Film, ARD; Regie: Jan Ruzicka; Rolle: Bastian)
- 2006: An die Grenze (Fernsehfilm, ZDF; Regie: Urs Egger, Rolle: Wanne)
- 2008: Anna und die Liebe (Telenovela, Sat.1; Regie: Conny Dohrn; Rolle: Rickys Kumpel)
- 2009: Polizeiruf 110 – Alles Lüge (Serie, RBB; Regie: Ed Herzog; Rolle: Ingo Stiller)
- 2009: SOKO Leipzig (Serie, ZDF; Regie: Robert del Maestro; Rolle: Michael Wöllnitz)
- 2009–2024: Gute Zeiten, schlechte Zeiten (Serie, RTL; Regie: diverse; Rolle: Max „Tuner“ Krüger (erst Nebenrolle, ab Mai 2010 Hauptrolle))
- 2009: RaumZeitreise (Kurzfilm; Regie: Christian Leonhardt)
- 2013: Die Pool Champions - Promis unter Wasser (RTL)
- 2015: Let’s Dance (RTL)
- 2015: Löwenzahn (Folge: Schildkröte, ZDF) – Regie: Wolfgang Eißler
- 2024: Die Verräter – Vertraue Niemandem! (RTL)

## Theater
- 2008: Der Tag an dem der Papst gekidnappt wurde (Regie: Siegfried Patzer; Rolle: Erwing Leibowitz)
- 2009: Pension Schöller (Regie: Siegfried Patzer; Rolle: Leo Schöller)

## Publikationen
- Thomas Drechsel mit Kira Brück: Schwer in Ordnung: gönn dir doch dein Glück! Eden Books, Hamburg 2018, ISBN 978-3-95910-180-6.